# Johann Friedrich Ludwig Engelhard
Johann Friedrich Ludwig Engelhard (* 16. Juli 1783 in Zweibrücken; † 9. März 1862 in Murten) war ein Schweizer Politiker und Arzt. Von 1854 bis 1860 gehörte er dem Nationalrat an.

## Biografie
Engelhard wurde in Zweibrücken in der Pfalz geboren und verbrachte dort seine Kindheit. 1796 liess sich die Familie in Murten nieder, nachdem sein Vater Johann Friedrich die Stelle als Stadtarzt erhalten hatte. Engelhard absolvierte ein Medizinstudium an der Albert-Ludwigs-Universität in Freiburg im Breisgau. Von 1807 bis 1810 diente er als Stabsarzt eines Schweizer Regiments in französischen Diensten. Ab 1811 war er Kreisarzt in Villeneuve, ab 1813 übte er diese Tätigkeit in Murten aus. 1814 wurde er in Murten eingebürgert, vier Jahre später trat er die Nachfolge seines Vaters als Stadtarzt an.
Neben seiner Tätigkeit als Stadtarzt hatte Engelhard verschiedene Ämter inne. Ab 1816 war er Mitglied des Amtsgerichts, ab 1830 Vizepräsident des Bezirksgerichts. Er wurde 1826 Mitglied des Gesundheitsrates des Kantons Freiburg, im darauf folgenden Jahr Säckelmeister der Stadt Murten. Er war Amtsstatthalter und ab 1830 Oberamtmann des Seebezirks. In seiner Freizeit betrieb er lokalhistorische Studien. So veröffentlichte er 1828 eine Chronik und ein Bürgerbuch der Stadt Murten, 1840 eine historische Darstellung des Seebezirks.
Engelhard vertrat gemässigt liberale Ansichten. 1840 wurde er in den Freiburger Grossen Rat gewählt, dem er bis 1847 angehörte (1840 und 1843 als Vizepräsident). Er kandidierte bei den Nationalratswahlen 1854 und wurde im Wahlkreis Freiburg-Nord gewählt. Obwohl er selbst reformiert war, setzte er sich für die Interessen der Freiburger Katholiken ein, auch gegen die damalige radikalliberale Kantonsregierung. Ein weiteres wichtiges Anliegen war die Juragewässerkorrektion. 1860 trat er als Nationalrat zurück, zugunsten seines Sohnes Johann Anton Engelhard.